# Yvonne Jagtenberg
Yvonne Jagtenberg (Tilburg, 8 december 1967) is een Nederlands auteur, scenarioschrijver en illustrator.

## Biografie

### Jeugd en opleiding
Jagtenberg werd geboren in Tilburg. Na de pabo bezocht ze de Hogeschool voor de Kunsten in Arnhem. Daarna werkte ze een tijdje als autonoom kunstenares.

### Loopbaan
Jagtenberg debuteerde in 1994 haar kinderboek Een man voor juf Jet. In 2001 verscheen haar eerste prentenboek Een bijzondere dag, dat ze zelf schreef en illustreerde. Dit boek won in datzelfde jaar de Pluim van de Maand. In 2002 ontving zij de Charlotte Köhler Stipendium voor haar gehele oeuvre. In 2006 won ze voor haar boek Balotje en het paard de literatuurprijs Vlag en Wimpel. Jagtenberg schreef samen met Arno Kranenborg ook de scenario's voor de speelfilm My Love My Life. Ook heeft ze een kindermeubellijn ontworpen onder de naam "Colourful life". In 2016 kreeg ze een Zilveren Penseel voor haar boek Hondje, de enige echte. In 2019 en 2020  won ze het Gouden Penseel voor Mijn wonderlijke oom en Hup Herman!. Haar boeken zijn uitgegeven in meerdere landen wereldwijd.

## Privé
Yvonne Jagtenberg is gehuwd met Arno Kranenborg.

## Bestseller 60
| Boeken met noteringen in de Nederlandse Bestseller 60 | Jaar van verschijnen | Datum van binnenkomst | Hoogste positie | Aantal weken | Opmerkingen                               |
| ----------------------------------------------------- | -------------------- | --------------------- | --------------- | ------------ | ----------------------------------------- |
| Hup Herman!                                           | 2020                 | 07-10-2020            | 19              | 2            |                                           |
| Mijn huis is jouw huis                                | 2023                 | 11-10-2023            | 3               | 3            | 'het prentenboek' van de Kinderboekenweek |